# Frank J. Selke Memorial Trophy
Frank J. Selke Memorial Trophy je hokejová trofej udělovaná každoročně hráči juniorské ligy Quebec Major Junior Hockey League, který nejvíce prokáže svého sportovního ducha. V sezóně 1969–70 byla trofej udělena nejlepšímu týmu západní divize. Až od sezóny 1970–71 byl změněn status.

## Držitelé Frank J. Selke Memorial Trophy
| Sezóna  | Jméno                   | Tým                                            |
| ------- | ----------------------- | ---------------------------------------------- |
| 2013–14 | Frédérick Gaudreau      | Drummondville Voltigeurs Shawinigan Cataractes |
| 2012–13 | Zach O’Brien            | Acadie-Bathurst Titan                          |
| 2011–12 | Zach O'Brien            | Acadie-Bathurst Titan                          |
| 2010–11 | Philip-Michael Devos    | Gatineau Olympiques / Victoriaville Tigres     |
| 2009–10 | Mike Hoffman            | Saint John Sea Dogs                            |
| 2008–09 | Cédric Lalonde-McNicoll | Shawinigan Cataractes                          |
| 2007–08 | Cédric Lalonde-McNicoll | Shawinigan Cataractes                          |
| 2006–07 | David Desharnais        | Chicoutimi Saguenéens                          |
| 2005–06 | David Desharnais        | Chicoutimi Sagueneens                          |
| 2004–05 | David Desharnais        | Chicoutimi Sagueneens                          |
| 2003–04 | Benoit Mondou           | Shawinigan Cataractes                          |
| 2002–03 | Patrick Thoresen        | Baie-Comeau Drakkar                            |
| 2001–02 | Jason Pominville        | Shawinigan Cataractes                          |
| 2000–01 | Brandon Reid            | Val-d'Or Foreurs                               |
| 1999–00 | Jonathan Roy            | Moncton Wildcats                               |
| 1998–99 | Éric Chouinard          | Quebec Remparts                                |
| 1997–98 | Simon Laliberte         | Moncton Wildcats                               |
| 1996–97 | Daniel Brière           | Drummondville Voltigeurs                       |
| 1995–96 | Christian Dubé          | Sherbrooke Faucons                             |
| 1994–95 | Éric Dazé               | Beauport Harfangs                              |
| 1993–94 | Yanick Dubé             | Laval Titan                                    |
| 1992–93 | Martin Gendron          | Saint-Hyacinthe Laser                          |
| 1991–92 | Martin Gendron          | Saint-Hyacinthe Laser                          |
| 1990–91 | Yanic Perreault         | Trois-Rivières Draveurs                        |
| 1989–90 | Andrew McKim            | Hull Olympiques                                |
| 1988–89 | Steve Cadieux           | Shawinigan Cataractes                          |
| 1987–88 | Stéphan Lebeau          | Shawinigan Cataractes                          |
| 1986–87 | Luc Beausoleil          | Laval Voisins                                  |
| 1985–86 | Jimmy Carson            | Verdun Junior Canadiens                        |
| 1984–85 | Patrick Emond           | Chicoutimi Sagueneens                          |
| 1983–84 | Jerome Carrier          | Verdun Juniors                                 |
| 1982–83 | Pat LaFontaine          | Verdun Juniors                                 |
| 1981–82 | Claude Verret           | Trois-Rivieres Draveurs                        |
| 1980–81 | Claude Verret           | Trois-Rivieres Draveurs                        |
| 1979–80 | Jean-François Sauvé     | Trois-Rivieres Draveurs                        |
| 1978–79 | Jean-François Sauvé     | Trois-Rivieres Draveurs                        |
| 1978–79 | Ray Bourque             | Verdun Éperviers                               |
| 1977–78 | Kevin Reeves            | Montreal Juniors                               |
| 1976–77 | Mike Bossy              | Laval National                                 |
| 1975–76 | Normand Dupont          | Montreal Juniors                               |
| 1974–75 | Jean-Luc Phaneuf        | Montreal Bleu Blanc Rouge                      |
| 1973–74 | Gary MacGregor          | Cornwall Royals                                |
| 1972–73 | Claude Larose           | Drummondville Rangers                          |
| 1971–72 | Gerry Teeple            | Cornwall Royals                                |
| 1970–71 | Normand Dubé            | Sherbrooke Castors                             |
| Sezóna  | Vítěz západní divize    | Vítěz západní divize                           |
| 1969–70 | Saint-Jérôme Alouettes  | Saint-Jérôme Alouettes                         |